# Домашни мишки
 Тази статия е за животното.  За компютърното устройство вижте Мишка (хардуер).  За други значения вижте Домашни мишки (пояснение).
Мишките (Mus) са род дребни гризачи (Rodentia) от семейство Мишкови (Muridae). Домашната мишка (Mus musculus) е типичен представител на рода и се счита за втория най-разпространен вид бозайник на Земята след човека.

## Културни препратки

### Български народни вярвания
Известна още като пога̀нец, буга̀нец, мишката в българските народни вярвания е олицетворение на нечистите сили. Според преданието мишките и всички вредни насекоми и влечуги излизат от корема на дявола, пробит от меча на Свети Нестор (в др. вариант – спукал се от миризмата на тамяна). Вярва се още, че превъплътените мъртъвци, а и всички останали демони могат да се превръщат в мишки. Смята се, че ако мишка премине през разкрача на човек, ще го сполети нещастие. Появата на много от тези гризачи през годината вещае студена зима, глад и болести, а ако в къщата се въдят много от тях – то се смята, че някой от домочадието краде.
Често мишките са назовавани с табуистични имена като момци, глухари и др.
В чест на мишките (за предпазване от тях) се почитат Мишите празници, както и се изпълнява (в Странджа и Троянския Балкан) обредът Миша сватба.

### Китайски календар
Мишката е първото животно от китайския лунен календар, спътник на бога на щастието и символ на успеха.
Легендата гласи, че когато се създавала небесната хармония, Върховният бог наредил на дванайсетте зодиакални животни да преплуват пълноводна река. В реда, по който пристигали, той им давал място в зодиакалния цикъл. Най-бързо плувал силният Бивол. Мишката усетила, че няма да може да изпревари останалите и проявила присъщата си хитрост – качила се на гърба на Бивола, а когато наближили брега, скочила през главата му и първа стъпила на сушата. Затова тя е първото от дванайсетте зодиакални животни, а Биволът е патрон едва на следващата година от лунния календар. Китайците вярват, че къща без мишки е бедна и нещастна.

## Видове

### ПодродCoelomys
- - Mus crociduroides
  - Mus mayori
  - Mus pahari
  - Mus vulcani

### ПодродMus
- Mus booduga
- Mus caroli
- Mus cervicolor
- Mus cookii
- Mus cypriacus
- Mus majorius
- Mus famulus
- Mus fragilicauda
- Mus macedonicus – Македонска мишка [1]
- Mus musculus – Домашна мишка [1]
- Mus nitidulus
- Mus spicilegus – Степна мишка [1]
- Mus spretus
- Mus terricolor

### ПодродNannomys
- Mus baoulei
- Mus bufo
- Mus callewaerti
- Mus goundae
- Mus haussa
- Mus indutus
- Mus mahomet
- Mus mattheyi
- Mus minutoides
- Mus musculoides
- Mus neavei
- Mus orangiae
- Mus oubanguii
- Mus setulosus
- Mus setzeri
- Mus siridandus
- Mus sorella
- Mus tenellus
- Mus triton

### ПодродPyromys
- Mus fernandoni
- Mus phillipsi
- Mus platythrix
- Mus saxicola
- Mus shortridgei